# 康拉德·希尔施
康拉德·希尔施（瑞典語：Konrad Hirsch，1900年5月19日—1924年11月17日），瑞典男子足球运动员，司职后卫。他曾代表瑞典国家队参加1924年夏季奥林匹克运动会足球比赛，获得一枚铜牌。